# Савчик, Иван Денисович
Иван Денисович Савчик (род. 2 июля 2000, Челябинск) — российский хоккеист, нападающий. Мастер спорта России (2022).

## Биография
Выпускник хоккейной школы имени С. Макарова (2017), был приглашён в систему «Югры» Ханты-Мансийск. С сезона 2018/19 — игрок команды МХЛ «Мамонты Югры», в следующем сезоне дебютировал за «Югру» в ВХЛ. 4 мая 2023 года был обменян на денежную компенсацию в подмосковный «Витязь», стал выступать в КХЛ.
Бронзовый призёр МХЛ (2019). Победитель Кубка Вызова (2020).